# Mudaria variabilis
Mudaria variabilis là một loài bướm đêm trong họ Noctuidae.